# Mecklenburg Investment Company Building
El Mecklenburg Investment Company Building  es un edificio comercial histórico ubicado en la ciudad de Charlotte, en el estado de Carolina del Norte (Estados Unidos). Fue construido en 1923. Está hecho de ladrillo rojo y tiene tres pisos. Su planta cuenta con tres tramos en la fachada por seis de fondo. Mide 42 pies de ancho y 98 de profundidad. Está asociado con el movimiento Renacimiento de Harlem y se encuentra en la histórica comunidad afroamericana de Brooklyn.
Fue agregado al Registro Nacional de Lugares Históricos en 1982.